# نیایش (فیلم ۲۰۲۱)
نیایش (به انگلیسی: Benediction) یک فیلم زندگی‌نامه‌ای و درام محصول سال ۲۰۲۱ به نویسندگی و کارگردانی ترنس دیویس با بازی جک لودن و پیتر کاپالدی در نقش زیگفرید ساسون، شاعر جنگ، به همراه سایمون راسل بیل، جرمی ایروین، کیت فیلیپس، جما جونز و بن دنیلز است. این فیلم در بریتانیا در ۲۰ مه ۲۰۲۲ توسط ورتیگو فیلمز و ایالات متحده در ۳ ژوئن ۲۰۲۲ توسط رودساید اترکشنز منتشر شد.

## داستان
تلاش مادام‌العمر زیگفرید ساسون، شاعر جنگ افسانه‌ای قرن بیستم برای رستگاری شخصی از طریق تجربیاتش با خانواده، جنگ، نوشته‌هایش و روابط ویرانگر، حل‌نشده باقی می‌ماند، و هرگز متوجه نمی‌شود که فقط می‌تواند از درون سرچشمه بگیرد.

## تولید
فیلمبرداری در ۸ سپتامبر ۲۰۲۰ آغاز شد، و در ۲۲ اکتبر ۲۰۲۰ به پایان رسید.

## بازخوردها
در وب‌سایت جمع‌آوری بازبینی راتن تومیتوز بر اساس ۱۴۶ بررسی، با میانگین امتیاز ۷٫۸ از ۱۰، دارای ۹۴٪ تاییدیه است. در متاکریتیک بر اساس ۳۲ نقد منتقد، امتیاز ۸۱ از ۱۰۰ را به فیلم اختصاص داد که نشان دهنده «تحسین جهانی» است.